# 1992 في نيوزيلندا
فيما يلي قوائم الأحداث التي وقعت خلال عام 1992 في نيوزيلندا.

## برامج ومسلسلات وأنمي
- شارع شورتلاند

## مواليد

### يناير
- 4 يناير – شاكيرا بيكر
- 9 يناير – جوزيف باركر ملاكم نيوزيلندي.

### أبريل
- 1 أبريل – آدم توماس لاعب كرة قدم نيوزيلندي.

### مايو
- 19 مايو – كوابينا ابياه لاعب كرة قدم أسترالي.
- 24 مايو – إيثان روسباتش
- 28 مايو – هانا ويلكينسون لاعبة كرة قدم نيوزيلندية.

### يونيو
- 30 يونيو – توم دويل لاعب كرة قدم نيوزلندي.

### نوفمبر
- 9 نوفمبر – بريدجيت أرمسترونغ لاعبة كرة قدم نيوزيلندية.

## وفيات

### أكتوبر
- 4 أكتوبر – ديني هولم (مواليد 1936)

### نوفمبر
- 22 نوفمبر – رونالد سنكلير (مواليد 1924)